# 霊通駅
霊通駅（ヨントンえき）は大韓民国京畿道水原市霊通区霊通洞にある、韓国鉄道公社（KORAIL）水仁・盆唐線の駅。駅番号はK240。

## 歴史
- 2012年
  - 12月1日 - 開業。
  - 12月末 - 副駅名「慶熙大」追加。
- 2020年 9月12日 - 水仁線の水原延伸により路線名が盆唐線から水仁・盆唐線に変更。

## 駅構造
相対式ホーム2面2線を有する地下駅で、エレベーター・エスカレーター・ホームドア設置駅。出口は8番まである。

### のりば
| 1 | 水仁・盆唐線 | 網浦・水原・烏耳島・仁川方面 |
| 2 | 水仁・盆唐線 | 器興・竹田・宣陵・往十里方面 |

## 利用状況
近年の一日平均乗車人員推移は下記の通り。
なお、2012年は開業日の12月1日から12月31日までの31日間を基準にしたものである。
| 路線         | 路線     | 2010年 | 2011年 | 2012年 | 2013年 | 2014年 | 2015年 | 2016年 | 2017年 | 2018年 | 2019年 | 出典  |
| ------------ | -------- | ------ | ------ | ------ | ------ | ------ | ------ | ------ | ------ | ------ | ------ | ----- |
| 水仁・盆唐線 | 乗車人員 | 未開業 | 未開業 | 4,080  | 4,294  | 8,410  | 8,778  | 8,924  | 9,079  | 9,575  | 9,828  | [ 1 ] |
| 水仁・盆唐線 | 降車人員 | 未開業 | 未開業 | 4,390  | 4,632  | 8,701  | 9,045  | 9,142  | 9,308  | 9,844  | 10,069 | [ 1 ] |
| 路線         | 路線     | 2020年 | 2021年 | 2022年 |        |        |        |        |        |        |        |       |
| 水仁・盆唐線 | 乗車人員 | 10,501 | 11,364 | 7,803  |        |        |        |        |        |        |        |       |
| 水仁・盆唐線 | 降車人員 | 9,949  | 10,838 | 7,915  |        |        |        |        |        |        |        |       |

## 駅周辺
- 京畿放送本社
- ホームプラス霊通店
- ロッテショッピングプラザ霊通店
  - ロッテマート霊通店
  - MEGABOX霊通店（朝鮮語版）
- 霊通中央公園
- 水原郵便集中局（朝鮮語版）
  - 清明郵便局
- 霊通図書館（朝鮮語版）
- 京畿地方中小企業庁（朝鮮語版）
- 水原出入国管理事務所
- 水原体育文化センター
- 霊通119安全センター（朝鮮語版）
- 霊通青少年文化の家
- 霊通総合社会福祉館
- 霊通区保健所
- 水原家庭裁判所
- 東水原税務署（朝鮮語版）
- 東水原登記所
- 京畿道選挙管理委員会（朝鮮語版）
- 水原霊一初等学校
- 水原霊一中学校
- 霊徳高等学校（朝鮮語版）
- 彦星広場
- 織姫広場
- 慶熙大学校国際キャンパス

## 隣の駅
韓国鉄道公社
 水仁・盆唐線
急行
通過
緩行
清明駅 (K239) - 霊通駅 (K240) - 網浦駅 (K241)